# Grotte de Postojna
Grotte d'Adelsberg
La grotte de Postojna (anciennement grotte d'Adelsberg, d'après l'ancien nom de la commune homonyme jusqu'en 1918) (en slovène : Postojnska jama, en italien : Grotte di Postumia, en allemand : Adelsberger Grotten), est une cavité karstique anciennement connue et située près de la ville de Postojna, en Carniole-Intérieure, dans le massif du Karst en Slovénie, à environ 50 km au sud-ouest de la capitale Ljubljana. Sa taille, son accessibilité et la richesse de ses entrailles font de la grotte la plus grande attraction touristique du pays. C'est dans cette grotte que les premiers spécimens de la plupart des groupes de faune cavernicole ont été découverts.

## Morphologie

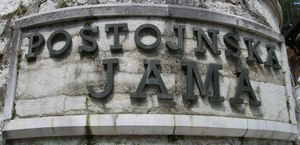
L'entrée de la grotte.

La grotte de Postojna est un enchevêtrement de plus de 20 km de cavernes et galeries (découvertes jusqu’à aujourd’hui), où en 185 années sont passés plus de 30 millions de visiteurs. En effet, ce sont les plus grandes grottes de la région slovène du Kras (Karst en allemand ou Carso en italien), ainsi que les plus visitées d'Europe. Dans le complexe hydrographique de la rivière Pivka, les cavernes les plus célèbres sont la Grotte di Postumia, la Grotte de Otok, l'Abisso della Pivka, la grotte Noire et le Cavernone della Planina.
Les cavernes sont riches de stalagmites et stalactites, ces concrétions qui se forment dans les roches calcaires, de façon imperceptible sur de très longues périodes, grâce au dépôt du carbonate de calcium transporté par les gouttes d'eau.
La température moyenne de la grotte est de 10 °C, qui augmente légèrement l’été et diminue un peu l’hiver. Par contre, le taux d’humidité est très élevé et il est conseillé de se vêtir d’un imperméable pour les visites.

## Faune

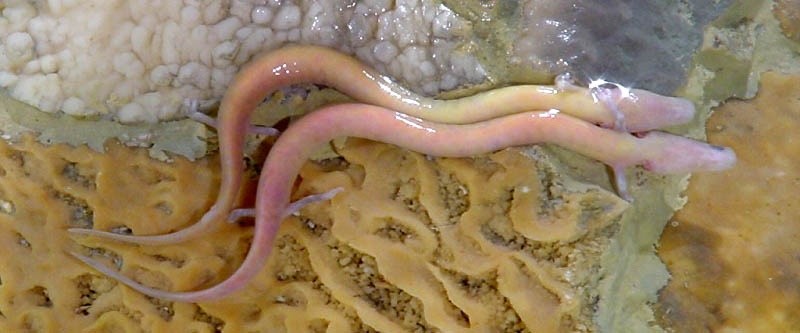
Protée anguillard, un dragon légendaire.

Une grande partie de la faune qui habite la grotte était méconnue dans les premiers temps de la découverte, excepté le Protée anguillard (1748) qui était historiquement l’objet de superstitions relatives aux dragons. Il faut noter l’importance de cet animal, dont l’existence est limitée aux régions karstiques.
Luka Čeč, en 1831, découvre un coléoptère, Leptodirus hochenwartii. Cette découverte encourage l’exploration de la faune cavernicole et le premier scientifique à s'intéresser à la grotte fut Ferdinand Schmidt qui donna à ce coléoptère le nom de Drobnovratnik (littéralement « celui au fin cou »).
Il découvrit aussi un collembole cavernicole, un pseudo-scorpion, et un crustacé amphipode. La première araignée trouvée dans les grottes fut décrite par le naturaliste danois J. C. Schiödte. Dans le temps, les recherches ont individualisé 84 espèces, dont 36 terrestres et 48 aquatiques. Une grande partie de ces espèces ont fui les grottes visitées par  les touristes.

## Histoire

Localisation de la grotte près de la mer Adriatique.

Les premières traces humaines découvertes dans la grotte remontent à la glaciation du Pléistocène. Des restes d'animaux de cette période y ont été aussi découverts. Les grottes de Postojna étaient connues dès la préhistoire et ont servi de refuges aux premiers hommes.

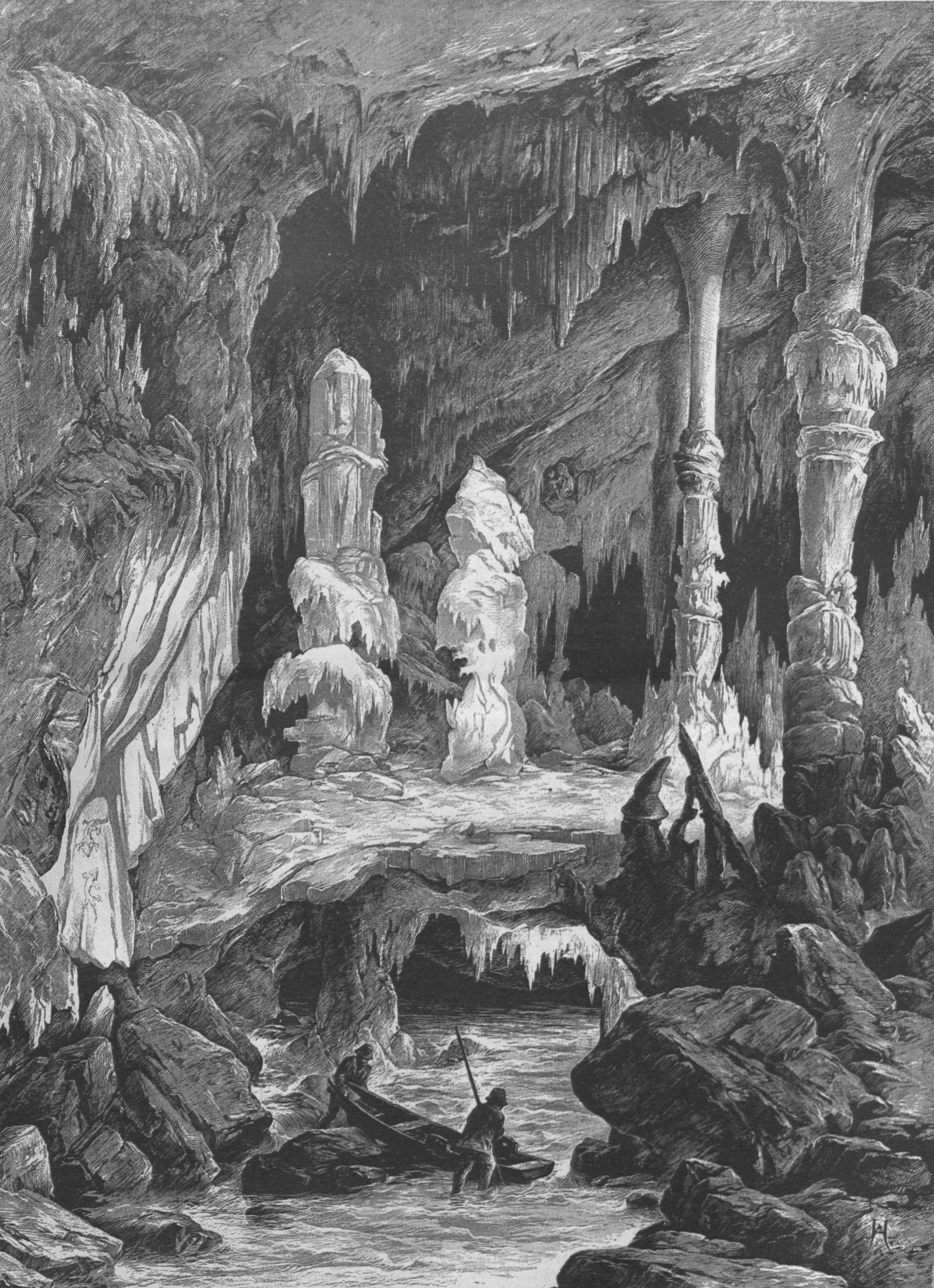
Représentation des grottes d'Adelsberg en 1885 (Allgemeine Illustrierte Zeitung, S.881).

Dès le XIIIe siècle, les grottes deviennent un lieu de visite; c’est ce qui est attesté par des inscriptions relevées sur les parois, dont la plus ancienne remonte à 1213.

Carte ancienne des grottes d'Adelsberg.

Les premières descriptions des grottes furent publiées en 1689 dans le Gloria del Ducato di Carniola par Janez Vajkard Valvasor, qui décrivit les grottes non seulement comme les plus grandes du monde, mais aussi comme les plus monstrueuses. François Ier du Saint-Empire demande au mathématicien viennois J. N. Nagel d’explorer les phénomènes naturels en Carniole. Celui-ci réalisera entre autres la topographie de la grotte en 1748.
Les cavernes les plus intéressantes ont été découvertes par Luka Čeč en 1818 et depuis sont ouvertes au tourisme, notamment grâce aux efforts d'Alojzij Schaffenrath. En 1872, fait unique au monde, une ligne ferroviaire à voie étroite est construite à l’intérieur des grottes et en 1884, le courant électrique en permet l’illumination.
Le fondateur de la spéléologie moderne, Edouard-Alfred Martel, visite la grotte d'Adelsberg en 1879.
Après 1918, avec l’annexion de la zone par l'Italie, une nouvelle impulsion au tourisme est donnée par Luigi Vittorio Bertarelli, fondateur du Touring Club Italiano, à qui est dédié le tunnel artificiel de 500 m qui rejoint la grotte Noire. La construction de l'entrée monumentale de la grotte date aussi de cette époque.

## Tourisme

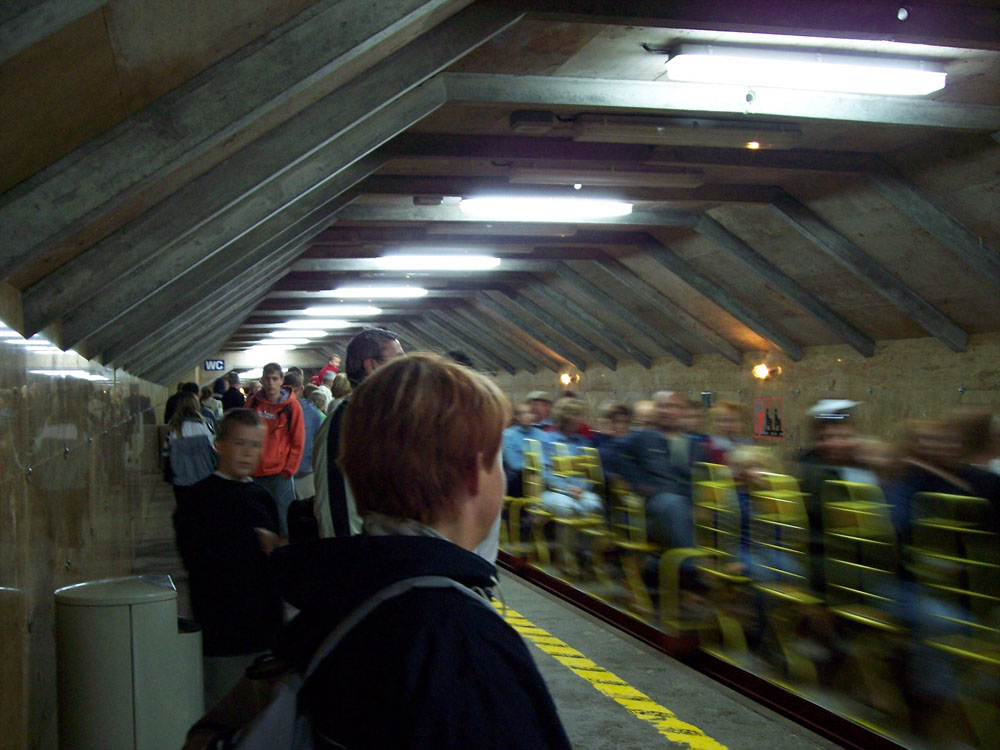
Train touristique permettant de visiter les grottes.

En 185 années, plus de 30 millions de visiteurs ont visité la grotte. Les grottes sont accessibles par un train touristique électrique qui amène les touristes au cœur des grottes. Des guides accompagnent alors en plusieurs langues les visiteurs pour une randonnée d'environ 1 h 30 min à travers les galeries illuminées accessibles au public. Des visites spéléologiques dans des grottes plus difficiles d'accès sont également possibles en petits groupes mais il faut alors s'équiper du matériel adéquat pour ce type de sport. Une salle de concert a été aménagée dans la grotte où se déroulent des concerts plusieurs fois l'an.
Les grottes accueillent le bureau de poste le plus profond au monde.
Autre site remarquable de la région, le château de Predjama est situé à 10 km. Construit à mi-hauteur d'une falaise en calcaire de 123 mètres de haut, il évoque un « nid d'aigle ». Son aspect architectural de type renaissance date de 1570.